# 7996 Vedernikov
7996 Vedernikov è un asteroide della fascia principale. Scoperto nel 1983, presenta un'orbita caratterizzata da un semiasse maggiore pari a 2,8664249 UA e da un'eccentricità di 0,3214700, inclinata di 14,09581° rispetto all'eclittica.